# Коханці (фільм, 2013)
«Коханці» або «Поза часом» (англ. The Lovers) — бельгійсько-індійсько-австралійський фантастичний пригодницький фільм 2013 р. режисера Роланд Жоффе і сценариста Аджея Джанкара. Головні ролі виконували: Джош Гартнетт, Біпаша Басу, Еліс Енглерт, Тамсін Егертон і Абхай Деол.
Сюжет розгортається навколо романтичних стосунків між британським офіцером 18-го століття Британської Індії, індійською жінкою з минулого й американським морським біологом і його дружиною з сьогодення на тлі першої англо-маратхської війни між двома періодами часу і континентами.

## Сюжет
2020 рік, Великий бар'єрний риф. Після небезпечного занурення, щоб врятувати свою дружину Лауру (Темсін Егертон) з пастки, досліджуючи уламки колоніального британського торгового судна, Джей Феннел (Джош Гартнетт), морський археолог, помирає у лікарні Бостона.
Сон Феннела, схожий на кому, переносить у минуле, коли в Пуне в 1778 році вторгається Британська Ост-Індійська компанія і молодий капітан на ім'я Джеймс Стюарт (грає також Хартнетт), який має разючу подібність з Феннелем, збирається виконати небезпечне завдання. 
По дорозі він зустрічає вбивства, обман, зраду і помсту. Він глибоко закохується в маратхського воїна, Туладжу Найк (Біпаша Басу), це неможливе кохання, заради якого він повинен боротися. Тільки сила кільця може подолати час і врятувати життя.

## Ролі
- Джош Гартнетт — Джей Феннел і Джеймс Стюарт
- Біпаша Басу — Туладжа Найк
- Еліс Енглерт — Доллі
- Темсін Егертон — Лаура Феннел, дружина Джея Феннела
- Андреа Дек — Алі
- Абхай Деол — Удаджи
- Шейн Брайант — губернатор Бомбея
- Сімона Кессел — Клара Колдстрім
- Джеймс Маккей — Чарльз Стюарт, брат капітана Джеймса Стюарта

## Виробництво
Спочатку планувалися зйомки частково в Сполученому Королівстві, проте виробництво почалося в Квінсленді, Австралія. Потім команда переїхала до Індії 31 березня 2011 р. протягом наступних п'яти тижнів.
Прем'єра планувался на 65-й щорічній церемонії Каннського міжнародного кінофестивалю в травні 2012 р., але в кінці 2011-го зйомки були зупинені, коли десять відсотків залишилося. У червні 2012-го бельгійський спонсор Corsan погодився надати фінансування, заключні сцени зняті в Лондоні. У вересні 2012 р. було повідомлено, що зйомки в Лондоні закінчені, в той час як деякі кредитори все ще чекали оплати. В травні 2013 р. продюсер Пол Бреулс підтвердив, що фільм остаточно завершений і направлений для запуску на осінній фестиваль.

## Критика
Рейтинг на IMDb — 4,7/10, Rotten Tomatoes — 9% свіжості.